# Jakob Ulrich Ritter
Jakob Ulrich Ritter (* 10. Januar 1810 in Altstätten; † 31. Januar 1858 ebenda, reformiert, heimatberechtigt in Altstätten) war ein Schweizer Politiker (Radikal-Liberale).

## Biografie
Jakob Ulrich Ritter kam am 10. Januar 1810 in Altstätten als Sohn des Rotgerbers Johann Melchior Ritter und der Helena geborene Kuster zur Welt. Nach dem Besuch der Stadt- und Realschule in Altstätten schloss Ritter eine Ausbildung als Apotheker an der Universität Zürich ab. In der Folge machte er erste Berufserfahrungen in verschiedenen deutschen und schweizerischen Städten. Ab 1831 war er als Apotheker in Altstätten tätig. Zusätzlich war er als Strasseninspektor und Agent der schweizerischen Mobiliarversicherung im Rheintal beschäftigt. Daneben war er von 1837 bis 1847 war es als Bezirksrichter und 1849–1855 als Kantonsrichter tätig.
Daneben war Jakob Ulrich Ritter im Jahr 1847 als eidgenössischer Oberst eingesetzt. Während des Sonderbundskrieges befehligte er die 3. Brigade der Division Gmür. Zwei Jahre später führte er eine Brigade im Kanton Tessin, ehe er zwischen 1851 und 1854 als eidgenössischer Inspektor für Graubünden und Glarus zugeteilt war.
Jakob Ulrich Ritter heiratete im Jahr 1832 seine Cousine Anna Barbara, die Tochter des Jacob Ritter. Er verstarb am 31. Januar 1858 drei Wochen nach Vollendung seines 48. Lebensjahres in Altstätten.

## Politisches Wirken
Jakob Ulrich Ritter begann seine politische Karriere als Gemeinderat in Altstätten. Auf kantonaler Ebene vertrat er von 1835 bis 1847 sowie von 1849 bis 1857 die Radikal-Liberale Fraktion im  Grossrat des Kantons St. Gallen, davon 1851 als Präsident. Dazu fungierte er von 1837 bis 1847 als Bezirks-, danach von 1849 bis 1855 als Kantonsrichter. Auf eidgenössischer Ebene amtierte Ritter zunächst zwischen 1849 und 1850 als Ständerat. 1851 kandidierte er mit Erfolg bei den Parlamentswahlen 1851 und nahm bis 1857 Einsitz in den Nationalrat.
Jakob Ulrich Ritter war massgeblich an der Entstehung des kantonalen Militärgesetzes von 1852 beteiligt.